# Szacsvay Sándor
esztelneki Szacsvay Sándor (Marosvécs, 1752 – Kolozsvár, 1815. május 15.) magyar újságíró. A felvilágosodás és a francia forradalom eszméit terjesztette, s nevéhez fűződik az ironikus és kritikus hangvételű, néhol a csípős humort sem mellőző, szatirikus publicisztika meghonosítása.

## Életrajza
1752-ben született Marosvécsen, székely birtokos családban. Kolozsvárott, majd a debreceni kollégiumban és a pozsonyi líceumban tanult. 1780-tól 1784-ig a bécsi egyetem joghallgatója volt, majd rövid német és francia tanulmányúton járt.
1781-82-ben Pozsonyban dolgozott Rát Mátyás mellett az első magyar nyelvű újságnál, a Magyar Hírmondónál. 1784. júliusától 1786. májusáig a Magyar Hírmondó főszerkesztője. 1786 decemberében Bécsben elindította a második magyar nyelvű újságot, a Magyar Kurírt, melyet 1793-ig szerkesztett.
Az 1793-as évfolyam első számában közöli XVI. Lajos francia király kihallgatását a forradalmi konvent előtt, melynek nyomán a bécsi udvar betiltotta a lapot. Szacsvay ekkor Kolozsvárra költözött vissza, és elhatárolódott az újságírástól.
1815. május 15-én Kolozsváron érte a halál.

## Újságírói tevékenysége

### Magyar Hírmondó
Amikor Szacsvay 1784. derekán átvette az első magyar nyelvű újság szerkesztését, bemutatkozás és újságírói program nélkül fogott hozzá az íráshoz, mintegy belesodródott a szerepbe. Főként a bécsi eseményekre fókuszált. Ez magyarázható azzal is, hogy a Magyar Hírmondó korábbi levelezői, tudósítói elmaradoztak. Az eseményekről alkalmi levélírók tájékoztatták, akiket személyesen nem ismert, ezért tudósításaiknak sem mindig adott hitelt.
1784-es év legjelentősebb magyarországi eseménye az erdélyi román parasztfelkelés volt. A november 24-ei számában adott először hírt az eseményről, majd egészen 1785 derekáig követte az eseményeket. Szacsvay alatt érezni a lapban leginkább a jozefinizmus hatását.
Míg Rát és Révai Miklós a nemzeti nyelv és irodalom ápolását a sajtó egyik legfőbb feladatának tartották, Szacsvaynál ezek a területek háttérbe szorultak; a jogi tanulmányokat végzett Szacsvay irodalmi műveltség és ízlés terén nem igen állt magasabb fokon, mint a kor nemesi-értelmiségi rétegének az átlaga.
Eltűntek a lapból a könyvkritikák, viszont a politikai publicisztika kifejlesztésének irányában jelentős lépéseket tett.

### Magyar Kurír

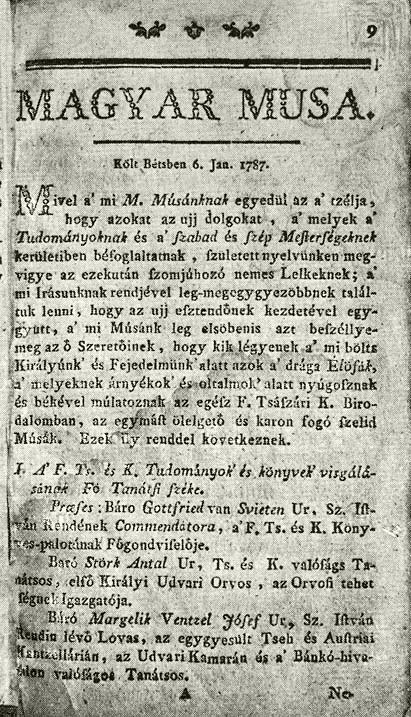
Magyar Musa, 1787

1786-ban Tállyai Dániellel egy egész újságkiadó-hivatal tervét dolgozták ki, amelynek keretében egy új magyar és egy német nyelvű újságot akartak megjelentetni. A pozsonyi nyomdász-kiadók azonban megőrizték az egész országra vonatkozó lapkiadási privilégiumukat, így Szacsvay végül Bécsben jelentette meg a második magyar nyelvű lapot, a Magyar Kurírt.
Ekkor már kiforrott politikai újságíró, a felvilágosult abszolutizmus híve. Az uralkodó iránti feltétlen lelkesedés, a bécsi egyházpolitikai harcok és a Voltaire-iánus pamfletirodalom eszméinek hangoztatása jellemezte az újságot.
Létrehozta a Magyar Kurír „irodalmi” melléklapját, a Magyar Musa-t, amely viszont továbbvitte Szacsvay, a Magyar Hírmondónál is jellemző kulturális rálátását: Főként szabadon beküldött anyagokat jelentetett meg, ezzel helyt adva a kor átlagos és átlag alatti szerzőinek és műveinek.
Lapja akkor lett igazán népszerű, mikor szólt a nemzeti sérelmekről, és állást foglalt a magyar nyelv mellett a latin ellenében. 1788 végén már 800 előfizetője volt, ami 1790 elejére 1200 főre nőtt.
Az 1793-as évfolyam első számában közölte XVI. Lajos király bírósági kihallgatását, melynek nyomán az akkor már I. Ferenc irányította, konzervatív bécsi udvar betiltotta a lapot, Szacsvayt pedig elmozdította újság szerkesztői pozíciójából.

### Röpiratok
A Bécsben nagy számban megjelenő Voltaire-iánus röpiratok hatására Szacsvay is megjelentetett hasonló, szatirikus írásokat:
- 1786 – Az „izé” purgatóriumba való utazása – pápai tekintély- és hierarchia-ellenes röplap.
- 1787 – Zakkariásnak, a pápa titkos író-deákjának Rómából költ levele - antiklerikális gúnyirat.
- 1790 – Hazafiak tüköre, magyarok – a nemzet aktuális kérdéseit taglalja.

A röpiratok lehetőséget adtak a szabadabb, szókimondó fogalmazásra, mivel a hatóságnak sokkal kevesebb lehetősége volt a cenzúrára, mint a bejelentett, szabályos időközönként megjelenő lapok esetében.

### Újságírói hitvallása
1791-ben írja a Magyar Kurírban: „az újságíró ... az ártatlanság köntösében küld mindent a közönség elébe, mintha sem vallása sem atyja és atyafia sem nemzete és hazája nem volna ... az újságírónak oly kétszínűség, megrögzött előítélet és részrehajlás nélkül valónak kell lenni, ki csak az igazságot szólja és követi.”
II. József elgondolása alapján úgy tartotta, a sajtó feladata is a közigazgatási tisztviselők tevékenységének ellenőrzése és bírálata. Mint írja: „valamely Hivatalt annak tökéletesen való végbevitele teheti csak hasznossá és naggyá…” Munkásságát végig áthatja a jozefinizmus iránti elkötelezettsége. Két évtizeddel az újságírástól való visszavonulása után is így nyilatkozott: „A jó újságíró a fejedelem és kormánya céljait mozdítja elő, bölcs rendeleteit nemcsak közzé teszi, hanem az ellene hibázókat név szerint kiírja, a híveket megdicséri.”
Ezzel együtt Szacsvay újságírói működésének megítélése már saját korában sem volt egyértelmű. Különösen rossz néven vették tőle azt, hogy kárörömmel fogadta Péczeli József Mindenes Gyűjtemény című folyóiratának első kudarcát, és hogy a Tudós Társaság ügyét sem tette magáévá.

### Stílusjegyek
Munkásságát a magyar politikai újságírás kezdeteként tartják számon. A cenzúra kijátszására tudatosan „kétszínkedő” újságírói eljárást alkalmazott.
Publicisztikájában kétértelmű fogalmazásaival, az ellenvélemények cáfolásával egy taktikus, szatirikus stílust fejleszt ki, hogy a nyíltan nem közölhető hírek is nyomtatásba kerüljenek.
Nagy sikert aratott a „halottak beszélgetése” című szatirikus rovata, melyből nem lehetett közvetlenül kimutatni az író pozitív vagy negatív álláspontját, illetve kritikájának élét. Nevéhez köthetők a rövid, aktuális cikkek és glosszák kialakulása a hírlapirodalomban. További műfaji újdonságot jelentettek szellemes tudósításai az országgyűlési ülésekről.

### Viszonya a politikához és a valláshoz
Pályafutása alatt mindvégig lelkesedett II. József reformjaiért. Bírálta a vakbuzgóságot, és dicsérte azokat, akik a tolerancia szellemében élnek. Kritizálta az egyház színházi tilalmát és könyvkiadási monopóliumát. A vallást és a tudományt illetően nézetei között gyakran keveredik a Voltaire-i szemlélet a hagyományos állásponttal.

Rokonszenvet és érdeklődést mutatott az „anglus szabadság”, valamint a francia forradalom iránt.
Tudósított az 1790-es országgyűlésről. Írásaival próbálta a munkát a lényeges kérdések felé terelni.
A nép elesettségén, a szegénység helyzetén a hivatalos politika határain belül igyekezett változtatni. Kortársai nagyvonalú gazdasági reformelképzeléseivel szemben, megoldási kísérletként megelégedett a szegényházakkal. Ez magyarázható tájékozatlanságával az államismereti tudományokban, és hiányos ismereteivel a nyugati kereskedelmi és ipari fejlődésre vonatkozóan.